# Johannes Jørgensen
Jens Johannes Jørgensen, psán také Jörgensen (6. listopad 1866 Svendborg – 29. květen 1956 Svendborg) byl dánský katolický spisovatel a básník, znalec života a díla sv. Františka z Assisi.

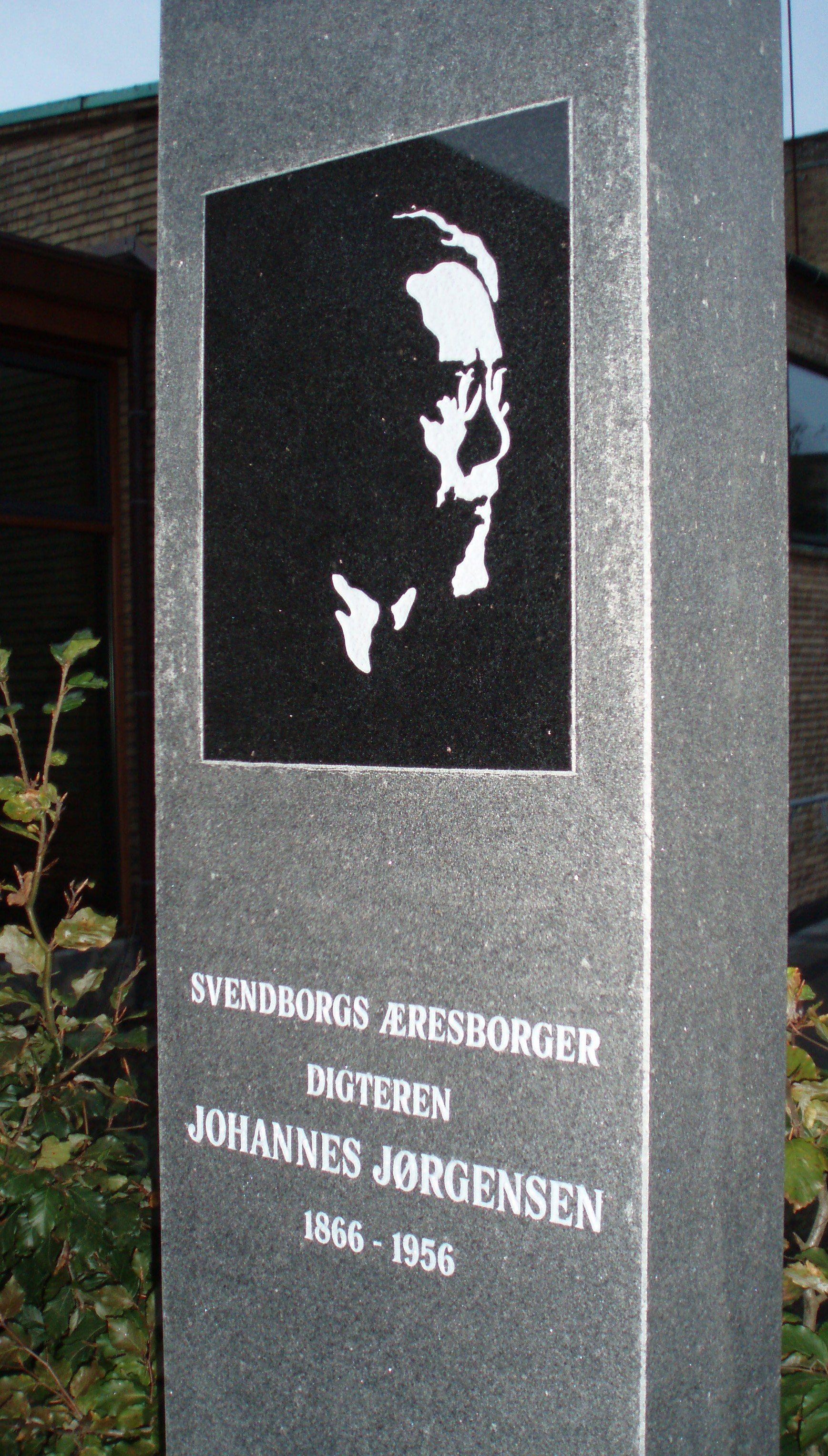
Jørgensenův pomník ve Svendborgu, Mindesten 9

## Život
Narodil se v rodině námořního kapitána v dánském městě Svendborg na ostrově Fyn. Studoval dějiny umění, literaturu a estetiku na univerzitě v Kodani, kde se seznámil s díly symbolismu Georga Brandese a stal se jeho následovníkem. Se stipendiem dánského ministerstva kultu odjel na studijní cestu do Německa, Francie a Itálie. V roce 1894 strávil tři měsíce v Assisi. 
Po návratu z Itálie v roce 1896 pod vlivem nizozemského malíře a beuronského mnicha Jana Verkade konvertoval ke katolicismu. V roce 1913 začal vyučovat estetiku na katolické univerzitě v Lovani. Po vypuknutí první světové války v Belgii  svou manželku Amálii Ewaldovou a sedm dětí opustil. 
Následující léta trávil především psaním a cestováním po Itálii. 
Po smrti první manželky se v roce 1937 oženil s Rakušankou Helenou Kleinovou (1905–1995). Bydleli v Itálii, před fašisty museli uprchnout do Švédska, kde válku prožili ukryti ve Vadsteně při klášteře řádu brigitek sv. Brigity Švédské, jejíž životopis tam Jörgensen napsal. V roce 1947 se vrátil do Itálie, kde žil až do roku 1952. Poslední léta prožil v rodném Svendborgu.

## Dílo
Psal dánsky prózu a básně, především ve stylu symbolismu a katolické moderny. Přátelil se s Paulem Verlainem, Léonem Bloyem a Stéphanem Mallarméem. Jeho knihy byly překládány do italštiny, francouzštiny a němčiny. Ačkoliv napsal mnoho básní, v zahraničí se prosadil především prózou, romány a biografiemi o sv. Františkovi z Assisi, sv. Kláře a  sv. Kateřině Sienské, také místopisem Františkových cest. Napsal ještě životopisy sv. Brigity a Dona Bosca.

### Překlady do češtiny
- Pouť do svaté země; přeložil Karel Vrátný. Ladislav Kuncíř Praha 1928
- Svatý oheň: legenda ze staré Sieny; z dánštiny přeložil František Dohnal. Vydal Ladislav Kuncíř, Praha 1941
- Poutníkova kniha z františkánské Italie; z dánštiny přeložil Karel Vrátný; kresby Rudolf Adámek. Vydal A. Obzina, Vyškov 1942
- Svatý František z Assisi; z dánštiny přeložila Jiřina Vrtišová. Vydal Ladislav Kuncíř, Praha 1945
- Svatá Kateřina Sienská; z dánštiny přeložila Marie Polívková.  Vydal Ladislav Kuncíř, Praha 1946

## Ocenění
Pětkrát byl nominován na Nobelovu cenu za literaturu, ale nedostal ji.  V roce 1933 dostal dánskou Drachmannovu literární cenu Drachmannlegatet.

## Památky
- V Jørgensenově rodném domě je umístěn jeho památník a knihovna[1]
- Asteroid č. 13057 Jorgensen